# ليان ساتو
ليان ساتو (بالإنجليزية: Liane Sato)‏ (9 سبتمبر 1964 في الولايات المتحدة - ) هي لاعب كرة طائرة شاطئية ولاعبة كرة طائرة الولايات المتحدة. شاركت في الألعاب الأولمبية الصيفية 1992 والألعاب الأولمبية الصيفية 1988.

## وصلات خارجية
- ليان ساتو على موقع قاعدة بيانات الكرة الطائرة الشاطئية (الإنجليزية)
- ليان ساتو على موقع اللجنة الأولمبية الدولية (الإنجليزية)
- ليان ساتو على موقع أوليمبيديا (الإنجليزية)